# John Alberts
John Alberts is een personage uit de Nederlandse soapserie Goede tijden, slechte tijden. De rol werd in seizoen één en twee gespeeld door  Tim Gunther.

## Geschiedenis

### Myriam (1)
Als John de erfenis van een oudtante wil erven, moet hij eerst trouwen. Myriam is smoorverliefd op John en hij maakt hier misbruik van. John trekt bij haar in en ze besluiten te trouwen. Myriam is ongelukkig omdat John bijna geen aandacht aan haar besteedt. Ook Johns vader Jef vindt het belachelijk hoe zijn zoon met een lief meisje als Myriam omgaat.

### De Hummelveldse Plassen
Arnie, John, Jef en Simon gaan samen een weekje vissen op de Hummelveldse Plassen. John kan niet goed omgaan met Simon, omdat hij Johns liefde Annette van hem heeft afgepakt. De twee hebben steeds ruzie om de kleinste dingen. Wanneer Simon en John samen gaan zeilen, slaat Simon overboord. Hij komt in een kolk terecht. John kan hem niet meer redden. Simon wordt meegezogen door het water. John vertelt iedereen dat Simon verdronken is, maar niemand gelooft dat. Iedereen denkt dat John ermee te maken heeft omdat hij Simon niet mocht.
Wanneer Simon samen met Angela Nieuwkoop weer op de stoep staat, blijkt dat John er niets mee te maken had. De mensen proberen het goed met hem te maken, maar John voelt zich verraden. Uiteindelijk kan hij het de mensen vergeven.

### Schulden
John heeft een baan gekregen bij Hogendoorn Enterprise. Zijn vader Jef vertrouwt het niet, maar legt zich erbij neer dat John ervoor heeft gekozen. Rien komt met het plan om kale bouwgrond te verkopen. John besluit deze taak op zich te nemen. Uiteindelijk mislukt het project en schuift Rien de schuld op John. John krijgt een lening van zijn vader, maar hij voelt zich schuldig. John verlaat Meerdijk om in Saoedi-Arabië groot geld te gaan verdienen.

### Myriam (2)
Als John terugkomt uit Saoedi-Arabië bekent hij Myriam zijn liefde. Myriam wil niet meer met hem verder, omdat ze een nieuwe liefde heeft. John heeft altijd gezegd dat Myriam mocht scheiden als ze een nieuwe geliefde zou krijgen. Myriam besluit van John te scheiden. John en Myriam blijven wel samen met Mickey in hetzelfde appartement wonen.

### Margriet
Als John Margriet voor de eerste keer ontmoet, wil hij meteen met haar uit. Margriet wil niets met hem te maken hebben. John is teleurgesteld, maar besluit het niet op te geven. Hij overvalt Margriet met bezoekjes. Uiteindelijk besluit Margriet toch een keer met hem mee te gaan.
John moet voor zaken een paar dagen de stad uit. Margriet heeft de afgelopen weken al aardig wat dreigbrieven gestuurd naar inwoners van Meerdijk. Margriet zet Daniël op een vals spoor, door hem te laten geloven dat John er met het geld vandoor is. Ook dokter Simon hoort het nieuws. Simon wordt gebeld door Margriet, die weet dat John in het Royal Prince Hotel is. Simon vertrouwt het niet en ziet al meteen in dat niet John, maar Margriet achter de dreigbrieven zit.

### Rien vs. John
John gaat aan de slag voor Van Houten International, het bedrijf van Frits van Houten en Rien Hogendoorn. John organiseert een feestje in een leegstaand kantoor van Van Houten International. John drinkt die avond aardig wat drank. De volgende ochtend wordt hij samen met Tim Waterman wakker in zijn auto. De koplampen zijn beschadigd en zitten onder het bloed. John en Tim zijn geschokt, maar kunnen zich niet meer herinneren wat er is gebeurd.
Tim en John komen thuis en horen op de radio dat er een man zwaargewond is geraakt bij een auto-ongeluk. De daders zijn doorgereden. John raakt in paniek, omdat de kenmerken van de auto hetzelfde zijn als van zijn lease-auto van Van Houten International.
John wil zijn auto repareren en vraagt Rien en Frits om toestemming. Frits is een slechte bui, maar geeft hem toch toestemming. Rien ziet meteen de link tussen Johns auto en het auto-ongeluk. Rien zet John en Tim onder druk. Hij wil dat Tim geheime informatie van het bedrijf van Stephanie Stenders aan hem geeft. Tim vindt dit moeilijk, omdat Stephanie hem destijds heeft geholpen met een baan toen hij blind was. John en Tim besluiten de verkeerde informatie te stelen, om tijd te rekken. Bij de tweede keer heeft Rien het door. Hij geeft hun nog één kans. Tim weigert mee te werken en gaat naar Rien om te zeggen dat hij de politie mag bellen. Tot Tims verbazing belt Rien niet. Tim ontdekt dat Rien achter het ongeluk zit. Samen met zijn vriendin Valerie Grafdijk heeft hij het ongeluk veroorzaakt.

### Vertrek en overlijden
Frits is zeer tevreden over Johns werk bij Van Houten International en biedt hem een baan aan in de Verenigde Staten. Hoewel hij officieel nog voor Frits werkt of op zijn minst contact zou moeten hebben met Frits over werk, wordt er eigenlijk niets meer van hem vernomen. 
Jaren later, in seizoen 9, blijkt dat hij is overleden bij een auto-ongeluk. Een crimineel genaamd Pete Jenssens (gespeeld door Michiel Varga) heeft Johns identiteit overgenomen en is nu uit op het kapitaal van de familie Alberts.